# Generátor grupoidu
Generátor a je prvek grupoidu (G,·) takový, že G={an|n∈ℕ}. a0=1, an=a·an-1.

## Příklady
- Generátorem (ℕ,+) je pouze 1.
- U grupy (ℤ6,+) jsou generátory [1]6 a [5]6.